# 테트라 무전기
테트라(TETRA, Terrestrial Trunked Radio의 준말)는 전문적인 업무용 휴대용 무전기 통신규격이다. 정부기관, 응급서비스(경찰, 소방서, 앰뷸런스), 철도운송요원, 군용 사용을 특별히 고려하여 개발되었다. 테트라는 유럽무선통신표준기구(ETSI)가 정의한 개방형의 디지털 주파수 공용 통신 표준규격이다. 유럽에서 시작된 테트라는 100개 이상의 나라에 도입되었다.
디지털 무전기는 기존의 아날로그 무전기와는 달리 음성 통화 이외에도 데이터 통신이 가능하며, 중계기를 인터넷 회선과 연결하면 국내 전역은 물론 전 세계와 통화가 가능하다.
다른 기술들에 비해 재난에 중점을 두고 개발되었으며, 영국, 독일, 스웨덴, 노르웨이 등 주요 유럽국가들이 테트라를 단일 기종만으로 사용하고 있다.

## 테트라 2.0
2010년 싱가포르에서 개최된 세계 최대 테트라 콘퍼런스인 "테트라 월드 콩그레스(TWC) 2010"에서 차세대 테트라 규격인 "테트라 2.0"이 공개되었다. 기존의 음성통신 위주인 1.0에 비해 데이터 전송 기능이 대폭 강화되었다. 데이터 전송속도가 기존 28.8kbps에서 540kbps까지 향상되었고, 50㎑의 주파수 대역폭 사용 시 데이터 전송속도 최고 160kbps까지 나오며, 150㎑ 대역폭을 이용하면 전송속도가 최고 538kbps까지 나온다.

## 대한민국
한국도 유럽의 테트라를 도입했다. 그런데, 주한미군은 APCO25를 사용하기 때문에, 서로 통신이 안 된다는 지적을 받았다.
대표적인 테트라 무전기로는 모토로라의 MTP850, EADS의 THR880i, 세퓨라의 SRH3800가 있는데, 국내 지자체들이 주로 사용하는 모토로라의 테트라 단말기는 MTP-850 기종이다. 800㎒ 주파수 대역을 사용하며, GPS 자동추적 기능이 탑재되어 있다. MTP-850은 국내에서 OEM(주문자상표부착)방식으로 생산한다.
경찰청 통합무선망은 2002년 월드컵을 위해 2001년부터 시작했으며, 서울지방경찰청과 전국 4개 지방청(부산, 대구, 광주, 대전)의 무선망을 통합하기 위해 테트라 시스템이 도입되었다.

## 같이 보기
- D-STAR - 아마추어 무선용 디지털 통신규격이다. 아마추어 무선 핸디 무전기는 50Mhz, 144Mhz, 430Mhz 주파수를 사용하며, 아마추어 무선의 50Mhz 주파수는 전 세계 대부분의 군대에서 중대급 무전기로 사용하는 PRC-77 무전기와도 FM 모드로 교신이 된다. 한국군은 현재 PRC-77를 폐기하고 PRC-999K로 교체하였다.